# Benet II
|  | Per a altres significats, vegeu «Benet II Paleòleg». |

Benet II (Roma,? - 7 de maig de 685), va ser el 81è papa de l'Església Catòlica del 684 al 685. L'any 1964 va ser canonitzat per Pau VI, celebrant-se la seva festa el 8 de maig.

## Biografia
Hi ha molt poques notícies i d'escàs relleu sobre el seu breu pontificat.
Benet va néixer a Roma. És possible que fos membre de la família Savelli. Enviat quan era jove a l'escola cantorum, es va distingir pel seu coneixement de les Escriptures i pel seu cant.
Va ser elegit Papa l'agost de 683, però igual que el seu antecessor, Lleó II, no va ser consagrat fins al 26 de juny del 684, ja que necessitava el consentiment de l'emperador romà d'Orient Constantí IV. Va ser el darrer papa que va haver d'esperar aquest tràmit, ja que, segons el Liber Diurnus Romanorum Pontificum, aconseguí finalment que l'emperador proclamés un decret pel qual se substituïa la confirmació imperial per la confirmació, molt més àgil per la seva proximitat a Roma, de l'exarca de Ravenna (governador representant de l'emperador romà d'Orient). Benet simbòlicament va adoptar els dos fills de Constantí, Justinià i Heracli.
Per ajudar a suprimir el monotelisme, es va esforçar per aconseguir les subscripcions dels bisbes d'Hispània als decrets del Tercer Concili de Constantinoble de 680/1 i provocar la submissió als decrets de Macari, el bisbe deposat d'Antioquia.
S'atribueixen al seu pontificat les restauracions de nombroses esglésies a Roma, tot i que aquest va ser molt breu. Després d'un pontificat d'onze mesos, el papa Benet II va morir el 8 de maig de 685 i va ser enterrat a Sant Pere.